# Furnizarea de sprijin material pentru terorism
În legislația Statelor Unite ale Americii⁠(d), furnizarea de sprijin material pentru terorism este o infracțiune interzisă de USA PATRIOT Act și codificată în titlul 18 din Codul Statelor Unite ale Americii⁠(d), secțiunile 2339A și 2339B. Aceasta se aplică în primul rând grupurilor desemnate drept teroriste de către Departamentul de Stat⁠(d). Cele patru tipuri de sprijin descrise sunt „instruire”, „consiliere sau asistență de specialitate”, „servicii” și „personal”.
În iunie 2010, Curtea Supremă a Statelor Unite ale Americii a confirmat legea în cazul Holder v. Humanitarian Law Project⁠(d), dar a lăsat, de asemenea, deschisă ușa pentru alte contestații în acest sens. Inculpații din acest caz au încercat să ajute Partidul Muncitorilor din Kurdistan în Turcia și Tigrii Eliberării din Tamil Eelam⁠(d) să învețe mijloace de soluționare pașnică a conflictelor.

## Critică
Dispozițiile privind sprijinul material au fost criticate de grupurile de apărare a drepturilor ca fiind o încălcare a Primului Amendament, deoarece incriminează activități precum distribuirea de literatură, angajarea în activități de susținere politică, participarea la conferințe de pace, formarea în domeniul apărării drepturilor omului și donarea de bani și asistență umanitară, chiar și atunci când sprijinul este destinat doar promovării activităților legale și non-violente. Dispozițiile sunt vagi și de mare anvergură și impun vinovăția prin asociere, pedepsind persoanele nu pentru faptele lor, ci pentru faptele celor pe care i-au sprijinit. Puterea secretarului de stat de a desemna grupuri ca fiind teroriste a fost, de asemenea, criticată ca fiind prea largă, oferind executivului prea multă putere discreționară pentru a eticheta grupurile ca fiind „teroriste” și pentru a incrimina susținătorii acestora. Uniunea Americană pentru Libertăți Civile notează că: „statutele federale privind „sprijinul material” și conspirația permit guvernului să obțină condamnări fără a trebui să demonstreze că a avut loc un act specific de terorism sau că acesta este planificat, sau chiar că un inculpat a intenționat să promoveze terorismul".
David D. Cole⁠(d), în cartea sa Terrorism and the Constitution, a afirmat că:
„... după ce a rămas practic inactivă în primii șase ani de existență, legea privind sprijinul material a devenit, după 11 septembrie, cea mai populară acuzație a Departamentului de Justiție în cazurile antiteroriste. Atracția este ușor de înțeles: condamnările în temeiul legii nu necesită nicio dovadă că acuzatul s-a implicat în terorism, a ajutat sau a instigat la terorism sau a conspirat la comiterea terorismului. Dar ceea ce face legea atractivă pentru procurori - domeniul său de aplicare vast - este tocmai ceea ce o face atât de periculoasă pentru libertățile civile.”
Profesoara Jeanne Theoharis⁠(d) descrie măsurile în termeni la fel de critici:
„Legile privind sprijinul material reprezintă cutia neagră a urmăririlor penale privind terorismul intern, un spațiu schimbător în care pot fi aruncate și clasificate drept suspecte, dacă nu chiar penale, tot felul de activități protejate de Constituție. Neclaritatea lor este esențială. Acestea incriminează vinovăția prin asociere și folosesc adesea convingerile politice și religioase pentru a demonstra intenția și starea de spirit.”
Senatorul american Patrick Leahy⁠(d) a trimis o scrisoare procurorului general Eric Holder⁠(d) și secretarei de stat Hillary Clinton privind ajutorul umanitar în Somalia în 2011. „Am solicitat de mult timp reformarea legilor noastre care reglementează așa-numitul sprijin material pentru terorism. Legea actuală este atât de vastă încât nu poate fi aplicată. Lucrătorii umanitari care încearcă să ofere ajutor somalezilor înfometați se tem că ar putea fi urmăriți penal dacă o parte din ajutor ar ajunge în mâinile al-Shabaab-ului⁠(d), o filială a al-Qaeda care controlează părți din Somalia. Astfel, în timp ce situația din Somalia devine din ce în ce mai disperată, cu copii care mor fără rost, livrarea de alimente și medicamente este împiedicată, în primul rând, de al-Shabaab, care refuză accesul la o mare parte din teritoriul somalez, și, în al doilea rând, de legile noastre prea restrictive. Secretarul de stat are competența de a acorda derogări atunci când scopul nu este implicarea în activități teroriste. Ar trebui să utilizeze imediat această autoritate pentru a se asigura că ajutorul poate ajunge la cât mai mulți somalezi posibil.”

## Implementarea
Următoarele persoane au fost acuzate sau condamnate pentru furnizarea de sprijin material pentru terorism în temeiul acestei legi.
- David Hicks⁠(d), un fost deținut de la Guantanamo care a pledat vinovat în 2007 și a ispășit o pedeapsă de mai puțin de un an în Australia, înainte ca cazul său să fie respins, deoarece o instanță a considerat că infracțiunea nu este o crimă de război și nu poate fi judecată de un tribunal militar.[8]
- Zachary Adam Chesser⁠(d), care a pledat vinovat pentru comunicarea de amenințări cu moartea la adresa regizorilor South Park Trey Parker și Matt Stone, solicitarea de jihadiști violenți pentru a „desensibiliza” forțele de ordine și încercarea de a oferi sprijin material unei organizații teroriste străine desemnate. El a fost condamnat la 25 de ani de închisoare.
- John Walker Lindh⁠(d), care a fost capturat luptând pentru talibani în timpul bătăliei de la Qala-i-Jangi⁠(d), una dintre primele bătălii din timpul invaziei Afganistanului din 2001. El a fost condamnat la 20 de ani de închisoare federală pentru diverse acuzații.
- Lynne Stewart⁠(d), o avocată veterană în domeniul drepturilor civile, în vârstă de 70 de ani, care a fost condamnată la 10 ani de închisoare pentru că a transmis informații de la clientul ei încarcerat, Omar Abdel-Rahman⁠(d), către complicii săi.[9]
- Salim Ahmed Hamdan⁠(d), un fost deținut de la Guantanamo care a fost fostul șoferul lui Osama bin Laden. A fost condamnat în 2008 și a executat o pedeapsă de mai puțin de un an în Yemen.[10] A se vedea 8 U.S.C. § 2339B.
- Mohammed Abdullah Warsame⁠(d), care a participat la tabăra de antrenament al Farouq⁠(d) în 2000.[11][12]

- David Headley⁠(d), pentru rolul său în atacurile de la Mumbai din 2008.[13][14][15]
- Tarek Mehanna⁠(d), condamnat la 210 luni de închisoare pentru „sprijin material” acordat Al-Qaida, pentru că a tradus cărți și videoclipuri pentru site-ul At Tibyan, încurajând cititorii să se alăture Al-Qaida și să ucidă soldați americani în Irak.[16]

În septembrie 2010, Biroul Federal de Investigații a efectuat raiduri la activiști din Minneapolis și Chicago, confiscând computere, telefoane mobile și dosare și emițând citații către unele persoane vizate pentru a se prezenta în fața unui mare juriu federal. Agenții FBI căutau dovezi ale unor legături cu organizații teroriste străine, inclusiv Forțele Armate Revoluționare din Columbia și Frontul Popular pentru Eliberarea Palestinei. Procurorii au legat raidurile de decizia Holder v. Humanitarian Law Project.
În ianuarie 2016, serviciul de socializare Twitter a fost dat în judecată de văduva unui bărbat american ucis în atacul din Amman⁠(d), susținând că permiterea ISIL de a utiliza platforma a constituit sprijin material pentru o organizație teroristă. Procesul a fost respins în temeiul Secțiunii 230⁠(d) din Communications Decency Act⁠(d), care prevede că operatorii unui serviciu informatic interactiv nu sunt responsabili pentru conținutul publicat pe serviciu de către alții.
În timpul Războiului Civil Sirian, un cetățean american naturalizat de origine bosniacă s-a alăturat ISIL și a murit în timp ce lupta. În 2015, șase rezidenți bosniaci din SUA au fost acuzați de furnizare de sprijin material pentru terorism. Cei șase au trimis fonduri cuprinse între 150 și 1.850 de dolari, precum și „uniforme militare americane, haine și echipamente tactice, cizme de luptă, materiale militare în surplus și alte articole de la întreprinderi din St. Louis” în august 2013.